# Bythinellidae
Bythinellidae is een familie van weekdieren uit de klasse van de Gastropoda (slakken).

## Geslachten
- Bythinella Moquin-Tandon, 1856
- Strandzhia Georgiev & Glöer, 2013
- Terrestribythinella Sitnikova, Starobogatov & V. Anistratenko, 1992